# Bess Nkabinde
Baaitse Elizabeth "Bess" Nkabinde-Mmono (sinh năm 1959 tại Silwerkrans) là thẩm phán của Tòa án Hiến pháp Nam Phi.

## Đầu đời
Nkabinde-Mmono (nhũ danh Motsatsi) sinh năm 1959 tại Silwerkrans, nơi sau đó là Transvaal phía tây (và hiện là một phần của tỉnh Tây Bắc). Bà trúng tuyển vào trường trung học Mariasdal ở Tweespruit năm 1979. Sau đó, bà đã nhận được bằng BProc tại Đại học Zululand năm 1983, bằng LLB của Đại học Tây Bắc năm 1986 và bằng Cao đẳng về Quan hệ Công nghiệp tại Đại học Damelin năm 1988.
Bà làm cố vấn pháp lý cho chính phủ Bophutatswana trong bốn năm, trước khi trở thành chuyên gia pháp luật vào năm 1988. Bà làm việc tại North West Bar trong mười năm trước khi được bổ nhiệm làm quyền chánh án vào năm 1999.

## Sự nghiệp tư pháp
Vào tháng 11 năm 1999, Nkabinde được bổ nhiệm vào bộ phận Bophuthatswana của Tòa án tối cao Nam Phi. Bà đã phục vụ tại Tòa án Lao động, Tòa phúc thẩm Lao động, và, năm 2005, Tòa phúc thẩm Tối cao. Bà cũng chủ trì Hội đồng quy tắc.
Năm 2006, Nkabinde được Tổng thống Thabo Mbeki bổ nhiệm vào Tòa án Hiến pháp Nam Phi để thay thế Arthur Chaskalson. Vị trí của bà đã gây tranh cãi, vì, mặc dù "tương đối mù mờ" và thiếu kinh nghiệm về luật hiến pháp, cô được ưu tiên hơn giáo sư luật của Wits, Cora Hoexter, người có vẻ là ứng cử viên mạnh mẽ hơn nhiều. Nkabinde được biết đến với những phán đoán gây tranh cãi của cô trong S v Masiya, Lee v Bộ trưởng Bộ Dịch vụ Cải tạo, và Botha v Rich, các vụ án trên bị thu hút chỉ trích nặng nề.